# 金牌特務：機密對決
《金牌特務：機密對決》（英語：Kingsman: The Golden Circle）是一部於2017年上映的英美合拍動作間諜喜劇片，由馬修·范恩執導和監製，並與珍·古德曼共同編劇，電影改編自漫畫《金牌特務》。本片為2015年電影《金牌特務》的續集，由柯林·弗斯、茱莉安·摩爾、泰隆·艾格頓、馬克·史壯、荷莉·貝瑞、艾爾頓·強、查尼·塔圖與傑夫·布里吉主演。該片定於2017年9月22日在美國上映，香港於9月21日上映，臺灣則9月20日搶先全球上映，中國大陸定档10月20日。

## 劇情
「金士曼」特務伊格西·安文得到已故導師哈利·哈特的「加拉哈德」稱號，和他挫敗里奇蒙·范倫坦陰謀時拯救的瑞典公主提兒蒂相戀並同居。一晚，伊格西回家過程中遭遇先前從金士曼特務選拔中落選的勁敵查理·赫斯基帶人伏擊，其當初從范倫坦事件倖存後裝上機械右臂和聲帶。伊格西經過一場全倫敦飆車後雖然成功逃脫查理追擊，但查理留在他車中的機械臂被遠程遙控，入侵金士曼的系統。就在伊格西遠在瑞典陪提兒蒂的父母共進晚餐時，一系列導彈摧毀金士曼總部和所有分部，全英國的金士曼特務均被殲滅，包括與伊格西的特務同期蘿西、以及幫伊格西看家的朋友布蘭登。
不在家的伊格西與住處不在特務資料裡的軍需官梅林成為金士曼僅存的兩名特務，他們遵照「末日協議」，開啟了金士曼創始者們留下的一個機密保險箱，順著保險箱內的線索，他們前往美國肯塔基州，找到一個靠波本威士忌酒廠為幌子的美國秘密情報組織「仕特曼」（Statesman）：其創始者和金士曼創始者為客戶與裁縫師的關係。在仕特曼總部中，伊格西和梅林驚訝地發現一年前陣亡的哈利其實倖存，雖然槍傷痊癒卻因為腦部受創而患有失憶症。他們倆透過仕特曼領袖香檳查到查理效力的神秘組織「黃金圈」（The Golden Circle），伊格西決定跟蹤查理在外的女友克萊拉·馮·格魯克夫伯格。原定由仕特曼特務龍舌蘭陪同，但因為龍舌蘭身上出現不尋常的藍色皮疹，改由特務威士忌搭檔伊格西來到克萊拉出席的音樂節。伊格西運用男性魅力與克萊拉親密接觸，透過保險套在她體內安裝追蹤器，其中為顧及提兒蒂所以沒有發生關係，但他誠實地將這件事告訴愛人提兒蒂，導致提兒蒂開始跟他陷入緊張關係。
黃金圈首領罌粟·亞當斯作為全球最大販毒集團的首腦，透過全世界直播聲言近年來所有毒品都被她混入一種特殊毒素，其症狀會使人體出現藍色皮疹，最後會讓吸毒者產生狂躁、麻痹狀態乃至慘死。罌粟透過她綁架的職業歌手艾爾頓·強完成解藥示範後，表示只要現任美國總統答應終結毒品戰爭以及赦免她的組織的條件，就會為全世界送出毒素解藥。因為她的威脅，全世界醫療機構逐漸失控，但美國總統決定將所有患者全部隔離，當中包括他的白宮幕僚長福克斯，任由所有患者去死以終結罌粟的毒品事業。伊格西由於始終喚不回哈利的記憶，並且因為一連串的事失落地在酒吧喝酒，看著手機里與公主拍攝的照片，連想到當時的測驗，進而回去找哈利威脅要殺死一隻凱恩㹴，才順利將哈利所有關於金士曼的記憶喚醒，讓他正式復出。
克萊拉因同樣染上毒素，查理決定帶她去位於意大利雪山上的解藥工廠進行注射。伊格西、威士忌和復出的哈利潛入解藥工廠成功拿到一瓶解藥，但同時讓查理發現他們而使一大群黃金圈軍隊開始追逐他們至一棟小屋。威士忌為救伊格西而拍掉解藥瓶，哈利卻認為威士忌是故意打碎解藥，懷疑他是雙重間諜而槍擊威士忌的頭，伊格西只好透過仕特曼當初救活哈利所使用的腦部凝膠挽救威士忌一命。同時，查理為了避免洩密，將克萊拉連同整座解藥工廠一起炸毀，使伊格西他們任務失敗。伊格西靠解藥工廠裏看到的一個姓名，讓梅林和仕特曼軍需官薑汁汽水查找到罌粟位於柬埔寨古跡裡的「罌粟樂園」，伊格西同時用電話得知提兒蒂同樣染上毒素，為了速戰速決而與哈利和梅林前去罌粟樂園。
三人靠近樂園不久，伊格西不慎踩中一枚地雷，而梅林決定代替他踩著地雷來為他們開路，高唱著約翰·丹佛的《鄉村路帶我回家》吸引守衛靠近，最後引爆地雷犧牲自己並炸死所有守衛。伊格西和哈利合作攻入樂園殺死所有衛兵，伊格西成功搶到查理手中的解藥發送手提箱，後來為了公平起見以單手對單手決鬥之後徒手絞死查理而為所有死去的朋友復仇；而哈利在艾爾頓·強的協助下，摧毀罌粟的兩條軍用機器狗。全軍覆沒的罌粟被他們注射加強型毒素，而她認為目的即將達成便供出密碼，隨即因毒素過量身亡。然而，傷勢痊癒並恢復記憶的威士忌前來阻止他們倆，聲言他企圖靠這項計畫來殺死全世界的吸毒犯，目的是為了替多年前被兩名毒蟲所牽扯的交火中慘死的懷孕妻子報仇。伊格西和哈利合作將威士忌扔進罌粟的絞肉機裡殺死後，輸入密碼發出解藥無人機，成功拯救全世界幾百萬名患者。
事後，痊癒的幕僚長彈劾企圖害死全世界吸毒者的美國總統，並由她開始主導政權轉移。仕特曼和金士曼經過這次合作而正式合併，香檳宣佈他已經收購蘇格蘭的一座酒廠來幫忙重建金士曼，同時給伊格西或哈利接任威士忌特務稱號的提議。但伊格西和哈利最終拒絕提議，薑汁汽水則接下職位成為外勤特務。哈利重新複職得到加拉哈德之代號，伊格西決定和提兒蒂結婚，婚後獲封瑞典親王，而龍舌蘭不久後也搬到倫敦加入金士曼行列。

## 演員
| 演員                                   | 角色                                                           | 備註 |
| 柯林·佛斯 Colin Firth                  | 哈利·哈特 Harry Hart                                           | 前金士曼頂尖特務「加拉哈德」，被認為於前次范倫坦事件中陣亡。但其實在中彈後被仕特曼帶回總部急救，卻因記憶回溯而喪失了金士曼時期所有記憶。 |
| 茱莉安·摩爾 Julianne Moore             | 罌粟·亞當斯 Poppy Adams                                        | 全球企業家兼犯罪分子，神秘販毒組織「黃金圈」的創始者，企圖靠她制出的毒品來威脅並掌控全世界。                                             |
| 泰隆·艾格頓 Taron Egerton              | 蓋瑞·「伊格西」·安文 / 加拉哈德 Gary "Eggsy" Unwin / Galahad   | 金士曼特務，哈利·哈特的弟子，擅長跑酷，范倫坦事件後成為金士曼僅存的特務之一「加拉哈德」。                                                |
| 馬克·史壯 Mark Strong                  | 漢米許·麥考夫 / 梅林 Hamish Mycroft / Merlin                   | 金士曼軍需官，亦擔任新進特務的訓練官，雖然不是正式特務，但也有特務級別的能力。代號來自巫師梅林。                                         |
| 查尼·塔圖 Channing Tatum               | 龍舌蘭 Tequila                                                 | 仕特曼特務，為一個玩世不恭的美國牛仔。                                                                                                   |
| 傑夫·布里吉 Jeff Bridges               | 香檳 Champagne                                                 | 仕特曼的領導人，協助金士曼對抗黃金圈。                                                                                                   |
| 荷莉·貝瑞 Halle Berry                  | 伊莉莎白 / 薑汁汽水 Elizabeth / Ginger Ale                     | 仕特曼軍需官。一直想成為外勤特務，但是因為受特務威士忌反對而始終沒有成功。                                                               |
| 佩德羅·帕斯卡 Pedro Pascal             | 傑克·丹尼爾 / 威士忌 Jack Daniels / Whiskey                    | 仕特曼特務，擅用雙槍和通電皮鞭，有著懷孕妻子被毒蟲殺死的黑暗過去。                                                                       |
| 蘇菲·庫克森 Sophie Cookson             | 蘿珊·「蘿西」·莫頓 / 蘭斯洛特 Roxanne "Roxy" Morton / Lancelot | 金士曼特務，跟伊格西同期的最好朋友，范倫坦事件後繼承金士曼特務稱號「蘭斯洛特」。                                                         |
| 愛德華·霍克羅夫特 Edward Holcroft      | 查爾斯·「查理」·赫斯基 Charles "Charlie" Hesketh               | 黃金圈核心成員，罌粟的心腹。當初從金士曼落選後，在范倫坦事件中炸斷右手而換上機械手臂，和罌粟結盟展開復仇。                               |
| 芭碧·迪樂芬妮 Poppy Delevingne         | 克萊拉·馮·格魯克夫伯格 Clara Von Gluckfberg                    | 查理的女友，和查理交往很長時間。 |
| 漢娜·阿爾絲特倫 Hanna Alström          | 提兒蒂公主 Princess Tilde                                      | 瑞典女王儲，范倫坦事件後愛上拯救她的伊格西，成為他的女友，後結婚。                                                                       |
| 艾爾頓·約翰 Elton John                 | 艾爾頓·約翰 Elton John                                         | 英國傳奇歌手，在范倫坦事件中被罌粟趁亂綁架。                                                                                             |
| 邁可·坎邦 Michael Gambon               | 亞瑟 Arthur                                                    | 金士曼的新任領導人，接替前領導人切斯特·金。                                                                                              |
| 布魯斯·格林伍德 Bruce Greenwood        | 美國總統 President of the United States                        | 美國現任總統。 |
| 艾蜜莉·華森 Emily Watson               | 白宮幕僚長福克斯 Chief of Staff Fox                            | 美國總統的幕僚長。 |
| 湯姆·班尼迪克·奈特 Tom Benedict Knight | 天使 Angel                                                     | 黃金圈的新成員，受罌粟誘惑不惜殺死摯友。                                                                                                 |
| 莎曼珊·沃瑪克 Samantha Womack          | 蜜雪兒·安文 Michelle Unwin                                     | 伊格西的母親，如今因兒子而過上美好生活。                                                                                                 |

另外，健身運動員馬丁·福特客串音樂季警衛。

## 製作
2015年，在《金牌特務》將要上映時，馬克·米勒與馬修·范恩說，如果電影票房表現良好就有希望推出續集，且范恩表示有興趣執導續集。范恩還指出，他希望柯林·佛斯能回歸續集，雖然後來報導說佛斯不會繼續參演；而馬克·史壯則表示自己有意回歸。
2015年4月29日，福斯宣布，續集正在計劃中，但還不清楚范恩是否繼續執導。2015年6月11日，范恩向Yahoo透露，他已開始撰寫劇本並有望繼續擔任導演。 2015年9月，米勒重申，續集正在前製中，且范恩正在想辦法讓佛斯的角色合理的回歸。同月，《好萊塢報導》證實，泰隆·艾格頓簽約參演獅門影業的《羅賓漢崛起》，這將於2016年2月開拍；但這和《金牌特務2》的拍攝行程衝突。10月中旬，兩間片商的調度問題已由他們自行解決。在獅門影業開始計劃進行《羅賓漢崛起》的前製時，艾格頓決定先拍攝《金牌特務2》，電影預計於2016年4月開拍。
2016年2月17日，據透露，茱莉安·摩爾在會談飾演反派。2016年3月10日，荷莉·貝瑞將會在片中飾演中情局領導者的角色，且據傳她簽了兩部片約。3月下旬，范恩證實了貝瑞和摩爾的加入以及正式片名。2016年4月8日，佩德羅·帕斯卡加入飾演名為傑克的角色。查尼·塔圖則透過自己的Twitter證實將參演電影。《綜藝》證實，艾爾頓·強正在會談飾演一名關鍵性的角色。4月，范恩表示：「這撰寫是我做過最難的事」。傑夫·布里吉於2016年5月28日加入劇組。2016年6月，維尼·瓊斯在Twitter上宣布，他也參演了電影，但在片中並未出現。

### 拍攝
正式拍攝於2016年5月15日在英格蘭的伯明罕進行。拍攝工作也在华纳兄弟利维斯登工作室進行。2016年9月13日，電影已拍攝完成。但之後劇組仍於2016年12月在倫敦取景。

## 發行
電影由二十世紀福斯排於2017年6月16日在美國上映。2016年11月，美國上映日改至2017年10月6日。最後，官方又將上映日改至2017年9月29日。
而台灣的上映日為2017年9月20日。

### 行销
影片中国推广大使由TFBOYS成员王俊凯担任，他同时献唱了中国推广曲《冷暖》。

### 評價
《金牌特務：機密對決》獲得了褒貶不一的評價。爛番茄基於287條評論，新鮮度為52%，平均得分5.36／10；該網站共識：「《金牌特務：機密對決》提供了更多比前集有趣的事物，但缺乏原創狂野的創意火花。」而在Metacritic上則獲得了44分。據CinemaScore的調查，觀眾的評價在A+至F間落於「B+」。

### 票房
在北美，《金牌特務：機密對決》與《樂高旋風忍者電影》、《非死不可》同週上映並競爭，分析師估計《金牌特務：機密對決》於首映週末能從2900間戲院中獲得4000萬至4500萬美元的票房。上映當天票房達340萬美元。北美首週末票房達3900萬美元，位居當週票房冠軍，超越了前集的3620萬美元。
台灣方面，首日票房為新台幣3050萬元；首週五天票房為新台幣1.46億元；次週票房累計至新台幣2.4億元；第三週票房累計至新台幣2.93億元；第四週票房累計至新台幣3.23億元；最終全台票房為新台幣3.34億元。
| 上一届： 《牠》         | 2017年美國週末票房冠軍 第38-39週  | 下一届： 《銀翼殺手2049》 |
| 上一届： 《牠》         | 2017年台北週末票房冠軍 第38-39週  | 下一届： 《銀翼殺手2049》 |
| 上一届： 《小丑回魂》   | 2017年香港一週票房冠軍 第38-39週  | 下一届： 《追龍》         |
| 上一届： 《羞羞的铁拳》 | 2017年中国内地一周票房冠军 第43周 | 下一届： 《全球风暴》     |

## 續集和外傳
2017年5月，范恩透露，他和古德曼已有了第三部《金牌特務》電影的計劃。在2017年9月的《Total Film》中，范恩透露，他對《金牌特務3》的反派人選為三上悠亞。他還提到這部續集可能是最後一集，因為他認為《金牌特務》系列該是個三部曲。
范恩透露，隨著該系列的成功，他有興趣推出仕特曼的外傳電影。
2019年7月，福斯影片釋出預告確定前傳電影《金牌特務：金士曼起源》定於2020年9月上映，后受2019冠状病毒病疫情影响，推迟到2021年12月22日。

## 外部連結
- 官方网站
- 互联网电影数据库（IMDb）上《金牌特務：機密對決》的资料（英文）
- AllMovie上《金牌特務：機密對決》的资料（英文）
- 爛番茄上《金牌特務：機密對決》的資料（英文）
- Metacritic上《金牌特務：機密對決》的資料（英文）
- Box Office Mojo上《金牌特務：機密對決》的資料（英文）
- 開眼電影網上《金牌特務：機密對決》的資料（繁體中文）
- 豆瓣电影上《金牌特務：機密對決》的資料 （简体中文）
- 时光网上《金牌特務：機密對決》的資料（简体中文）